# Aspergirls
L'Asperger au féminin
Aspergirls (titre français : L'Asperger au féminin), sous-titré « comment favoriser l'autonomie des femmes atteintes du syndrome d'asperger », est un essai écrit par l'auteure américaine Rudy Simone. Il a été publié en anglais en 2010 par Jessica Kingsley Publishers, puis traduit en français en 2013, chez De Boeck. Le livre aborde le sujet des femmes qui ont le syndrome d'Asperger, et celui de leurs expériences. Il a été écrit pour aider les filles et femmes diagnostiquées sur le syndrome d'Asperger.

## Contexte
Rudy Simone est musicienne de jazz, ainsi qu'auteure de cet essai. Elle présente de nombreux symptômes étant enfant, mais ignore ces derniers sont dus au syndrome d'Asperger. Ces symptômes concernent l'acting out, les changements rapides d'humeur, et une difficulté dans la compréhension de certaines formes de communication. Une autre difficulté est de se faire des amis, Rudy Simone n'ayant aucune amie proche. Elle apprend au fil du temps comment interagir avec d'autres personnes.
Le livre a été publié alors que Rudy Simone avait 47 ans, mais elle témoigne n'avoir jamais entendu le terme de « syndrome d'Asperger » jusqu'à quelques années auparavant. Elle décide d'écrire un livre en raison de l'impossibilité à trouver des sources traitant du sujet des filles et femmes concernées par les troubles du spectre autistique. Le mot qui est devenu le titre du livre, « Aspergirls », s'est « imposé à son esprit ». Elle note qu'« il y a beaucoup de bonnes choses à dire à propos des Aspergirls. Nous sommes très intuitives. Nous avons une incroyable capacité à nous concentrer et une éthique de travail qui nous rend aptes à de nombreux emplois ». Elle souligne que les femmes autistes n'ont pas intuitivement la compréhension de la répartition des rôles de genre en fonction du sexe. Elle décrit également les femmes autistes comme « une minorité à l'intérieur d'une autre minorité ».
L'auteure s'est auto-diagnostiquée comme ayant le syndrome d'Asperger, mais pour le livre, elle a interviewé des femmes qui ont reçu un diagnostic formel. Rudy Simone estime que, même si les garçons et les filles ont des symptômes, ils s'expriment de manière différente en fonction du sexe. Simone a noté qu'elle « se sentait différente de [sa] famille » pendant l'enfance, et qu'elle « lui semblait tout à fait imprévisible et redoutable ». Les effets de son syndrome d'Asperger pendant la puberté ont entraîné des épisodes de mutisme qui pouvaient durer des heures, ou même une journée entière.

## Contenu
Le livre a été écrit pour les filles et femmes avec syndrome d'Asperger. Il traite d'une variété de problèmes que les femmes autistes rencontrent, notamment dans leurs relations, pour l'emploi, et en cas de dépression. Les trente-cinq femmes Asperger interviewées pour le livre (environ) sont âgées d'une vingtaine à une cinquantaine d'années,. Beaucoup d'entre elles n'étaient pas diagnostiquées jusqu'à ce que leurs enfants le soient, ce qui a incité les médecins à vérifier la présence de ce handicap chez les parents. Ces femmes ont affronté de nombreuses épreuves dans leur vie, ne sachant pas quels sont leurs problèmes. Elles n'ont pas su comment bien agir. Ces femmes partagent leurs histoires de vie et donnent des conseils aux lecteurs sur la façon de gérer leur diagnostic. L'une des femmes aborde la question du mariage, en disant que le père de son fils et elle vivent dans la même maison, sont des amis, mais vivent des vies séparées en grande partie à cause de son trouble du spectre de l'autisme. Ils vivent assez heureux, cependant.
La préface a été écrite par l'auteure Liane Holliday Willey. Dans son avant-propos, Willey a réédité une publication du Journal of Autism and Developmental Disorders. Le livre a une section intitulée « Outils supplémentaires pour les parents » qui propose l'acronyme B. A. L. L. S. : B (believe) pour « croire le diagnostic », A pour « nous accepter comme nous sommes », le premier L (like) pour « comme », le deuxième L (love) pour « amour », et S pour le « soutien ». La fin a une annexe qui compare les symptômes entre les filles et les garçons. Les références et les sources sont incluses dans le livre pour aider les gens avec syndrome d'Asperger ou les personnes qui connaissent quelqu'un avec le syndrome.

## Réception
La Société de l'Autisme de l'Ohio a dit que ce livre est « indispensable » pour les femmes qui ont reçu un diagnostic de syndrome d'Asperger, ou qui pensent qu'elles pourraient être concernées. L'avis se conclut par « Il sera également intéressant pour les partenaires et les proches d'Aspergirls, et toute personne intéressée, que ce soit professionnellement ou dans le domaine scolaire, par le syndrome d'Asperger ».
Hazel Ratfliffe, en écrivant dans Learning Disability Today, a dit, « C'est une belle intelligente, un livre puissant et il devrait être lu par tout le monde ». Kaavonia Hinton, qui a rédigé un avis dans le Foreword Magazine, donne un avis positif et dit aussi « Tandis que la voix de médecins et d'autres experts a renforcé le livre, les lectrices seront encouragées au succès, à une vie bien remplie ».
Shana Nichols, auteur de Girls Growing Up on the Autism Spectrum, estime qu'il s'agit d'une « excellente lecture » ainsi que d'une « célébration de la culture de la féminité ». Nichols a dit aussi que Rudy Simone écrit avec « la passion, l'honnêteté et la vérité ».
Le livre a remporté une médaille d'or dans la catégorie « Sexualité et Relations » des IPPY Awards 2011. Il a également reçu une mention d'honneur dans la catégorie des questions féminines aux BOTYA Awards 2010. Il a été traduit en néerlandais, allemand, japonais, polonais et français.